# 웨스트 사이드 파크
웨스트 사이드 파크(West Side Park)은 미국 일리노이주 시카고에 위치한 야구장이다. 과거 MLB 시카고 컵스의 홈구장으로 사용했다.